# Ніхто не гукає
«Ніхто не гукає» (пол. Nikt nie woła) — польський чорно-білий художній фільм 1960 року режисера Казімежа Куца, вільна екранізація однойменного роману Юзефа Гена. Фільм розповідає повоєнну історію дезертира з незалежницького підпілля (Генрик Буколовський), який намагається влаштуватися в постнімецькому містечку і закохується в одну з місцевих жінок (Зофія Марцінковська).
Вносячи суттєві зміни до роману Гена, Куц разом з оператором Єжи Вуйциком також експериментував з формою, надаючи фільму мальовничої пластичності. Спочатку «Ніхто не гукає» був відкинутий критиками, але з часом став відомим як одна з найважливіших робіт режисера і творча полеміка з «Попіл і діамант» Анджея Вайди (1958). Іноді стрічку порівнювали з фільмами Мікеланджело Антоніоні, демонструючи тим самим попередній характер роботи Кутца щодо фільмів італійського режисера.

## Сюжет
Невдовзі після Другої світової війни до містечка на відвойованих територіях прибувають репатріанти та люди, які хочуть втекти від свого минулого. Молодий Божек належить до останньої групи, але над ним тяжіє якась таємниця. Недавній боєць більше не хоче вбивати. Він шукає своє місце в новій післявоєнній реальності, намагаючись при цьому замести сліди. Він не підкорився наказу підпільної організації, тим самим винісши собі смертний вирок, бо наказ суперечив його почуттю справедливості — за його власними словами: «Я не вбивав червоних» — і втік з Варшави до постнімецького містечка, нині Зельна. Він прибув на даху переповненого поїзда. На ньому лише костюм, пальто і рюкзак. Він займає старий будинок на березі річки та, облаштувавши собі кімнату, починає працювати на винному заводі. Зі сходу приїжджає також молода Люцина, в яку Божек закоханий. Водночас він намагається ближче познайомитися з Ольгою, директоркою заводу, де він працює, та сентиментальною репатріанткою з-за Бугу Нюрою. Випадково виявляється, що до міста приїхав ще один член організації, Сигізмунд. Зрештою Божек повертається до Люцини, і між ними відбувається фізична зустріч. Божек — вже знаючи, що підпільна організація вийшла на його слід — їде з міста потягом. Однак перед цим він обіцяє Люцині, що повернеться, коли буде в безпеці.